# Armand Boni
Armand Hendrik Frans Boni (Antwerpen, 12 december 1909 - Averbode, 10 mei 1991) was een Vlaams schrijver.
Armand Boni werd na zijn studies te Essen in 1935 tot priester gewijd. Tijdens de mobilisatie en in het begin van de Tweede Wereldoorlog was hij aalmoezenier in het Belgisch leger. Na de oorlog was hij opnieuw aalmoezenier in het Belgisch bezettingsleger in Duitsland. Wegens de nood aan priesters in het naoorlogse Duitsland werd hij pastoor te Kohlscheid-Pannesheide (bisdom Aken).
Boni schreef historische en sociale romans, jeugdboeken en biografieën. Daarnaast schreef hij gedichten onder het pseudoniem Armand de Goede. Hij ontving verscheidene literaire prijzen, waaronder de Karel Barbierprijs, die hij in 1965 kreeg voor 'De Paap van Stabroek', over de Stabroekse pastoor Peter Collier die in de zestiende eeuw verwikkeld raakte in de godsdienstoorlogen.

## Beknopte bibliografie
- De roman van een blinde. Leuven: Davidsfonds, 1946
- Ernest Claes, een blik op zijn leven en levenswerk. Leuven: Davidsfonds, 1948
- De Paap van Stabroek. Leuven: Davidsfonds, 1963
- Het torment van Meester Servaas. DAP-Reinaert, Brussel, 1965
- De reus van Ter Doest. DAP-Reinaert, Brussel, 1966, 237 p.
- De doos van Pandora. Leuven: Davidsfonds, 1969
- De geus van Antwerpen. Antwerpen: Opdebeek, 1970
- De 'onvoltooide' van Gent. DAP-Reinaert, Brussel, 1970
- Een provo genaamd François Villon. Antwerpen/Amsterdam: Uitgeverij Britto, 1970
- Dialoog met Martin Luther. Hasselt, Heideland-Orbis, 1972
- Willem van Oranje. Hasselt, Heideland-Orbis,1975
- Peter Paul Rubens. Historische roman. Hasselt: Heideland-Orbis, 1976
- Erasmus van Rotterdam. Hasselt: Heideland-Orbis, 1977
- Zondvloed over Italië; historisch duet Borgia-Savonarola (1492- 1498). Hasselt: Heideland-Orbis, 1977
- Caesare Borgia. Heideland-Orbis, Hasselt, 1978
- De laatste tempelier van Vlaanderen. Historische roman over de tempeliers (periode 1307-1314). Hasselt: Heideland, 1979
- Abelard en Heloise: het verhaal van mijn ongelukken. Standaard Uitgeverij, 1980
- Augustinus Historische roman. Tussen Troje en Rome. De odyssee van een godzoeker, Antwerpen/Bussum 1982
- Europese profielen, 2 dln. Deel 1: Een kultuurhistorische wandeling in de twaalfde eeuw / Deel 2: Een kultuurhistorische wandeling in de dertiende eeuw. Brecht-Antwerpen: De Roerdomp, 1982-1983
- François Villon: De feniks en zijn as. Infodok, Leuven, 1983

## Biografie
- Hubert Lampo: Armand Boni : van literaire grisaille tot episch fenomeen, Arbeiderspers Brussel, 1966